# Invision Power Services
Invision Power Services, Inc. (abbreviato in IPS, Inc. o semplicemente in IPS) è una società produttrice di applicazioni e servizi web nota soprattutto per il suo prodotto di punta, per forum Internet, Invision Power Board. Invision Power Services vende applicazioni che possono essere acquistate e installate ciascuna separatamente oltre alla Suite. Invision Community si riferisce alla raccolta combinata di applicazioni fornite da Invision Power Services ed è il fulcro del framework.
Invision Community è nato da Invision Power Board, una delle applicazioni che ora possono essere acquistate separatamente e richiede IP.Suite. Fino alla versione 3.4 di Invision Power Board, il personale di Invision Power Services aveva gradualmente ampliato la propria linea di prodotti con ulteriori applicazioni incentrate sulla comunità come IP.Blog, IP.Gallery e IP.Content. Tuttavia, IP.Board è sempre stato richiesto poiché molti aspetti del core e altre applicazioni si basavano su di esso. A partire da IP.Suite 4 hanno deciso di abbandonare IP.Board come prodotto "fiore all'occhiello" e unificare la numerazione delle versioni e il programma di rilascio per tutte le loro applicazioni.

## Storia
Invision Power Services (IPS) è stato creato nel 2002 da Charles Warner e Matt Mecham dopo aver lasciato Jarvis Entertainment Group, che aveva acquistato il software del forum Ikonboard di Mecham. Il loro primo prodotto come IPS è stato il software per forum Invision Power Board, che ha rapidamente riunito una comunità di ex utenti di Ikonboard.

## Prodotti
- Invision Power Board: applicazione web che permette la creazione di un proprio forum di discussione;
- Invision Power Gallery: modulo ufficiale per IP.Board che aggiunge nel forum la possibilità da parte degli amministratori di poter gestire una galleria di immagini e foto;
- Invision Power Download: modulo ufficiale per IP.Board che aggiunge nel forum la possibilità da parte degli amministratori di poter creare e gestire un'area download;
- Invision Power Blog: modulo ufficiale per IP.Board che aggiunge nel forum la possibilità di creare e gestire blog pubblici o privati da parte degli utenti del forum.